# Vrbnik

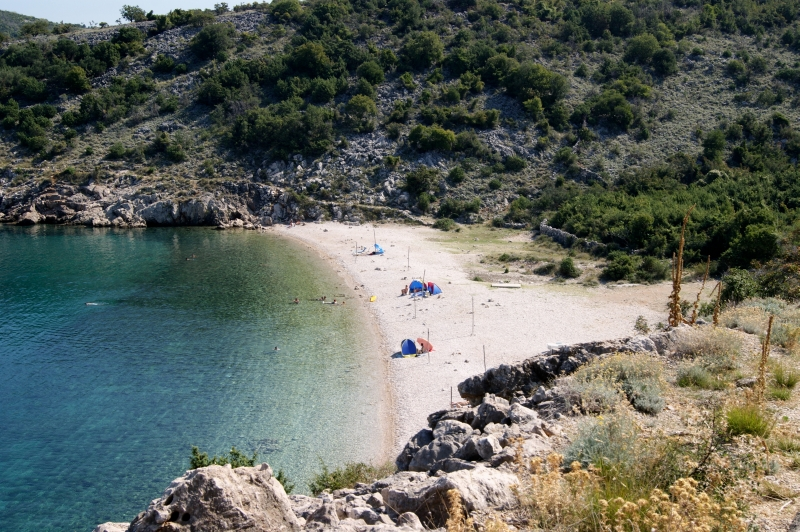
Pláž Potovošće

Vrbnik (italsky Verbenico) je vesnice, známé přímořské letovisko a středisko stejnojmenné opčiny v Chorvatsku v Přímořsko-gorskokotarské župě. Nachází se u východního pobřeží ostrova Krk. V roce 2011 žilo ve Vrbniku 948 obyvatel, v celé opčině pak 1 260 obyvatel.
Opčina se skládá ze čtyř vesnic:
- Garica – 156 obyvatel
- Kampelje – 8 obyvatel
- Risika – 148 obyvatel
- Vrbnik – 948 obyvatel